# Equazione di Stern-Volmer
L'equazione di Stern–Volmer, che prende il nome da Otto Stern e Max Volmer, descrive il processo di smorzamento della fluorescenza (quenching).
Nel quenching dinamico si ha la diminuzione della fluorescenza a causa di collisioni del fluoroforo eccitato con altre molecole (quencher) e conseguente decadimento non radiativo. Nel quenching statico queste collisioni portano alla formazione di un complesso quencher-fluoroforo allo stato fondamentale e quindi non fluorescente.
In generale, questo processo può essere descritto dall'equazione:
{\displaystyle \mathrm {A} ^{*}+\mathrm {Q} \rightarrow \mathrm {A} +\mathrm {Q} }
oppure
{\displaystyle \mathrm {A} ^{*}+\mathrm {Q} \rightarrow \mathrm {A} +\mathrm {Q} ^{*}}
dove {\displaystyle A} è il fluoroforo, {\displaystyle Q} il quencher e la notazione {\displaystyle ^{*}} indica lo stato eccitato. 
L'equazione di Stern-Volmer descrive la cinetica del fenomeno:
{\displaystyle {\frac {I_{f}^{0}}{I_{f}}}=1+k_{q}\tau _{0}\cdot [\mathrm {Q} ]}
Dove:
- {\displaystyle I_{f}^{0}} è l'intensità della fluorescenza senza il quencher
- {\displaystyle I_{f}} è l'intensità con il quencher
- {\displaystyle k_{q}} è il coefficiente di velocità del quencher
- {\displaystyle \tau _{0}} è il tempo di vita della fluorescenza di A senza quencher
- {\displaystyle [\mathrm {Q} ]} è la concentrazione del quencher.

Per diffusion-limited quenching (quenching limitati dalla diffusione, cioè quenching nei quali il tempo di diffusione del quencher è il fattore limitante in quanto le collisioni sono praticamente tutte efficaci) il coefficiente di velocità del quencher è dato da:
{\displaystyle k_{q}={8RT}/{3\eta }}
Dove:
- {\displaystyle R} è la costante dei gas ideali
- {\displaystyle T} è la temperatura in kelvin
- {\displaystyle \eta } è la viscosità della soluzione.

Questa formula è la derivata dell'equazione di Stokes–Einstein. In realtà solo una parte delle collisioni con il quencher sono efficaci, per cui il vero coefficiente di velocità del quenching deve essere determinato sperimentalmente.